# Ja'akov Šamaj
Ja'akov Šamaj (hebrejsky יעקב שמאי‎) byl izraelský politik a poslanec Knesetu za stranu Likud.

## Biografie
Narodil se 22. května 1940 v Jeruzalémě. V letech 1958–1961 sloužil v izraelské armádě. Absolvoval střední školu. Pracoval jako agronom. Hovoří hebrejsky a anglicky. Jeho zetěm je poslanec Knesetu zvolený ve volbách v roce 2009 Jariv Levin.

## Politická dráha
Působil jako předseda frakce stoupenců Likudu v odborové centrále Histadrut.
V izraelském parlamentu zasedl poprvé po volbách v roce 1984, do nichž šel za Likud. Mandát ale získal dodatečně, v únoru 1985, jako náhradník. Byl členem výboru práce a sociálních věcí. Opětovně byl zvolen za Likud ve volbách v roce 1988. Usedl jako člen do výboru práce a sociálních věcí a výboru finančního. Mandát obhájil i ve volbách v roce 1992, znovu na kandidátce Likudu. Byl členem finančního výboru. Ve volbách v roce 1996 nebyl zvolen.